# جون ك. براون (سياسي)
جون ك. براون (بالإنجليزية: John C. Brown)‏ هو سياسي أمريكي، ولد في 13 مارس 1844 في مقاطعة جفرسون في الولايات المتحدة، وتوفي في 22 نوفمبر 1900 في كولومبوس في الولايات المتحدة. حزبياً، نشط في الحزب الجمهوري. وقد انتخب أمين صندوق الدولة ‏.